# 이마무라 히로지
이마무라 히로지(일본어: 今村 博治, 1949년 4월 27일 ~ )는 일본의 전 축구 선수이다.

## 국가대표팀 경력
그는 1976년 메르데카 국제축구대회에 참가할 일본 국가대표팀에 발탁되었으며, 8월 8일 인도와의 경기에서 데뷔했다. 그는 국제 A매치 통산 4경기에 출전했다.

## 통계
| 일본 | 일본 | 일본 |
| 연도 | 출전 | 득점 |
| ---- | ---- | ---- |
| 1976 | 4    | 0    |
| 통산 | 4    | 0    |